# Arák
Arák (perzsául:  اراک, nyugati átírással: Arak) város Iránban, Markazi tartomány székhelye. Lakossága 526 ezer fő volt 2011-ben.
Iparváros, amelyben a nehézipar, petrolkémiai ipar, gépipar (vasúti vagonok, járművek gyártása) emelkedik ki. Jelentős még a kézműipar (exportra szőnyegkészítés). A város közelében atomerőmű (IR-40) működik. A környék gabonatermelő tájegységének központja és egyben kulturális központ több egyetemmel.

## Fordítás
- Ez a szócikk részben vagy egészben  az   Arak, Iran című angol Wikipédia-szócikk fordításán alapul.  Az eredeti cikk szerkesztőit annak laptörténete sorolja fel. Ez a jelzés csupán a megfogalmazás eredetét és a szerzői jogokat jelzi, nem szolgál a cikkben szereplő információk forrásmegjelöléseként.
- Ez a szócikk részben vagy egészben  az   Arak (Stadt) című német Wikipédia-szócikk fordításán alapul.  Az eredeti cikk szerkesztőit annak laptörténete sorolja fel. Ez a jelzés csupán a megfogalmazás eredetét és a szerzői jogokat jelzi, nem szolgál a cikkben szereplő információk forrásmegjelöléseként.